# دانه‌خوار دوبوآ
دانه‌خوار دوبوآ (نام علمی: Sporophila ardesiaca) نام یک گونه از سرده دانه‌خوارهای اصلی است.